# Karl Marxbuurt
De Karl Marxbuurt is een onderdeel van de Rotterdamse wijk Lombardijen in het stadsdeel IJsselmonde.
De Karl Marxbuurt ligt in het noordwestelijk deel van Lombardijen en wordt begrensd door de Smeetslandsedijk in het noordwesten, de Ogierssingel in het westen en de Spinozaweg in het zuiden.
De wijk bestaat voornamelijk uit flatwoningen van vier etages (inclusief de begane grond). De Nietzschestraat en de Karl Marxstraat vormen een uitzondering hierop en zijn een van de weinige plekken waar vrij mocht worden gebouwd zolang de bungalows niet hoger waren dan vier meter. Deze straten zijn dan ook een beetje het 'gouden buurtje' van Lombardijen. Langs de Smeetlandsedijk is een parkje/natuurgebiedje.
In het noorden van de buurt ligt de vestiging Lombardijen van de CSG Calvijn. Deze vestiging huisvest de vmbo-opleiding vanaf het tweede leerjaar; het eerste jaar volgen leerlingen hun opleiding in de vestiging Vreewijk.

## Straatnamen
De straten in de Karl Marxbuurt zijn vernoemd naar filosofen uit:
- Duitsland: Gottlieb Fichte, Immanuel Kant, Georg Hegel, Karl Marx, Friedrich Nietzsche, Arthur Schopenhauer
- Nederland: Gerardus Bolland, Johannes Diderik Bierens de Haan, Tiberius Hemsterhuis, Bernard Ovink, Gerard Heymans
- Frankrijk: Henri Bergson, Cartesius (de Latijnse naam van René Descartes)
- Denemarken: Søren Kierkegaard
- Engeland: Stuart Mill

Beverwaard

Groot-IJsselmonde:
De Veranda ·
Groenenhagen-Tuinenhoven ·
Hordijkerveld ·
Kreekhuizen ·
Reyeroord ·
Sportdorp ·
Zomerland

Lombardijen:
Homerusbuurt ·
Karl Marxbuurt ·
Molièrebuurt ·
Smeetsland ·
Zenobuurt

Oud-IJsselmonde
Rotterdam Centrum ·
Rotterdam-Noord ·
Rotterdam-Oost ·
Rotterdam-West ·
Rotterdam-Zuid ·
110-Morgen ·
Afrikaanderwijk ·
Agniesebuurt ·
Bergpolder ·
Beverwaard ·
Blijdorp ·
Blijdorpse polder ·
Bloemhof ·
Boomgaardshoek ·
Bospolder-Tussendijken ·
CS-kwartier ·
Carnisserbuurt ·
Cool ·
Crooswijk ·
De Esch ·
De Veranda ·
Delfshaven ·
Delfshaven-Schiemond ·
Dijkzigt ·
Feijenoord ·
Gadering ·
Groenenhagen-Tuinenhoven ·
Groot-IJsselmonde ·
Heijplaat ·
Het Lage Land ·
Hillegersberg ·
Hillesluis ·
Homerusbuurt ·
Hordijkerveld ·
Kandelaar ·
Karl Marxbuurt ·
Katendrecht ·
Kiefhoek ·
Kleinpolder ·
Kleiwegkwartier ·
Kop van Zuid ·
Kralingen ·
Kralingse Veer ·
Kreekhuizen ·
Landzicht ·
Liskwartier ·
Lloydkwartier ·
Lombardijen ·
Meeuwenplaat ·
Middelland ·
Middengebied ·
Millinxbuurt ·
Molenlaankwartier ·
Molièrebuurt ·
Nesselande ·
Nieuw Engeland ·
Nieuw-Mathenesse ·
Nieuwe Westen ·
Nooddorp ·
Noordereiland ·
Ommoord ·
Oosterflank ·
Oud-Charlois ·
Oud-IJsselmonde ·
Oud-Mathenesse ·
Oude Noorden ·
Oude Westen ·
Oudeland ·
Overschie ·
Pendrecht ·
Prinsenland ·
Provenierswijk ·
Reyeroord ·
Rubroek ·
Sagenbuurt ·
Scheepvaartkwartier ·
Schiebroek ·
Schiemond ·
's-Gravenland ·
Smeetsland ·
Spaanse Polder ·
Spangen ·
Sportdorp ·
Stadsdriehoek ·
Struisenburg ·
Tarwewijk ·
Terbregge ·
Tussenwater ·
Varenbuurt ·
Vondelingenplaat ·
Vreewijk ·
Waalhaven ·
Westpunt ·
Wielewaal ·
Witte Dorp ·
Zalmplaat ·
Zenobuurt ·
Zestienhoven ·
Zevenkamp ·
Zomerland ·
Zuidwijk